# Pachyrhinus
Pachyrhinus är ett släkte av skalbaggar. Pachyrhinus ingår i familjen vivlar.
Kladogram enligt Catalogue of Life:
| Pachyrhinus | \| \| Pachyrhinus comari \| \| \| \| \| \| Pachyrhinus granatus \| \| \| \| \| \| Pachyrhinus hydrolapathi \| \| \| \| \| \| Pachyrhinus leucogaster \| \| \| \| \| \| Pachyrhinus mustella \| \| \| \| \| \| Pachyrhinus myriophilli \| \| \| \| \| \| Pachyrhinus myriophylli \| \| \| \| \| \| Pachyrhinus quadricornis \| \| \| \| \| \| Pachyrhinus quadridentatus \| \| \| \| \| \| Pachyrhinus quadrinodosus \| \| \| \| \| \| Pachyrhinus rufescens \| \| \| \| |
|             | \| \| Pachyrhinus comari \| \| \| \| \| \| Pachyrhinus granatus \| \| \| \| \| \| Pachyrhinus hydrolapathi \| \| \| \| \| \| Pachyrhinus leucogaster \| \| \| \| \| \| Pachyrhinus mustella \| \| \| \| \| \| Pachyrhinus myriophilli \| \| \| \| \| \| Pachyrhinus myriophylli \| \| \| \| \| \| Pachyrhinus quadricornis \| \| \| \| \| \| Pachyrhinus quadridentatus \| \| \| \| \| \| Pachyrhinus quadrinodosus \| \| \| \| \| \| Pachyrhinus rufescens \| \| \| \| |
|             | Pachyrhinus comari |
|             | |
|             | Pachyrhinus granatus |
|             | |
|             | Pachyrhinus hydrolapathi |
|             | |
|             | Pachyrhinus leucogaster |
|             | |
|             | Pachyrhinus mustella |
|             | |
|             | Pachyrhinus myriophilli |
|             | |
|             | Pachyrhinus myriophylli |
|             | |
|             | Pachyrhinus quadricornis |
|             | |
|             | Pachyrhinus quadridentatus |
|             | |
|             | Pachyrhinus quadrinodosus |
|             | |
|             | Pachyrhinus rufescens |
|             | |

## Bildgalleri

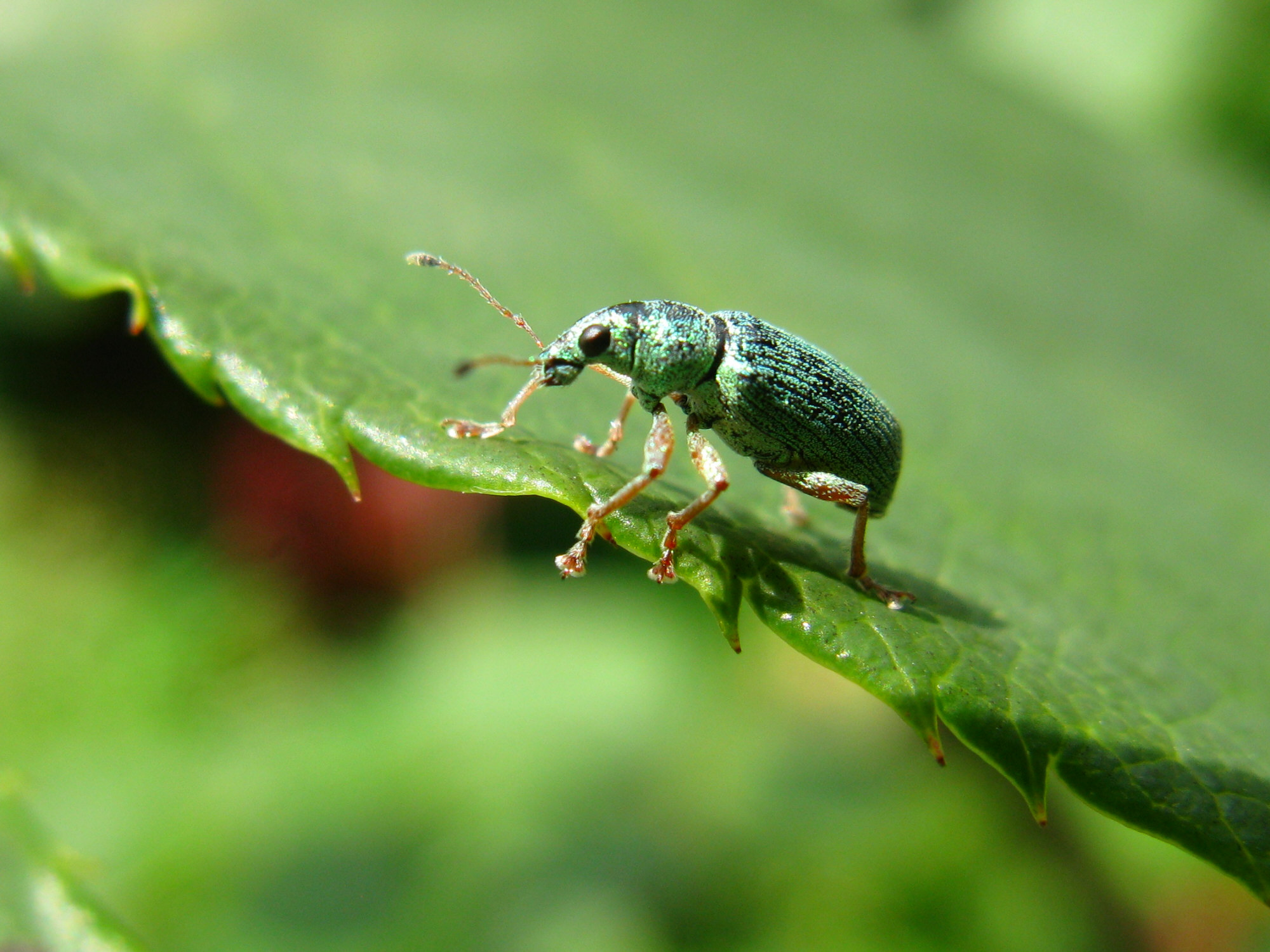
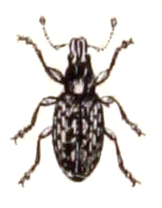
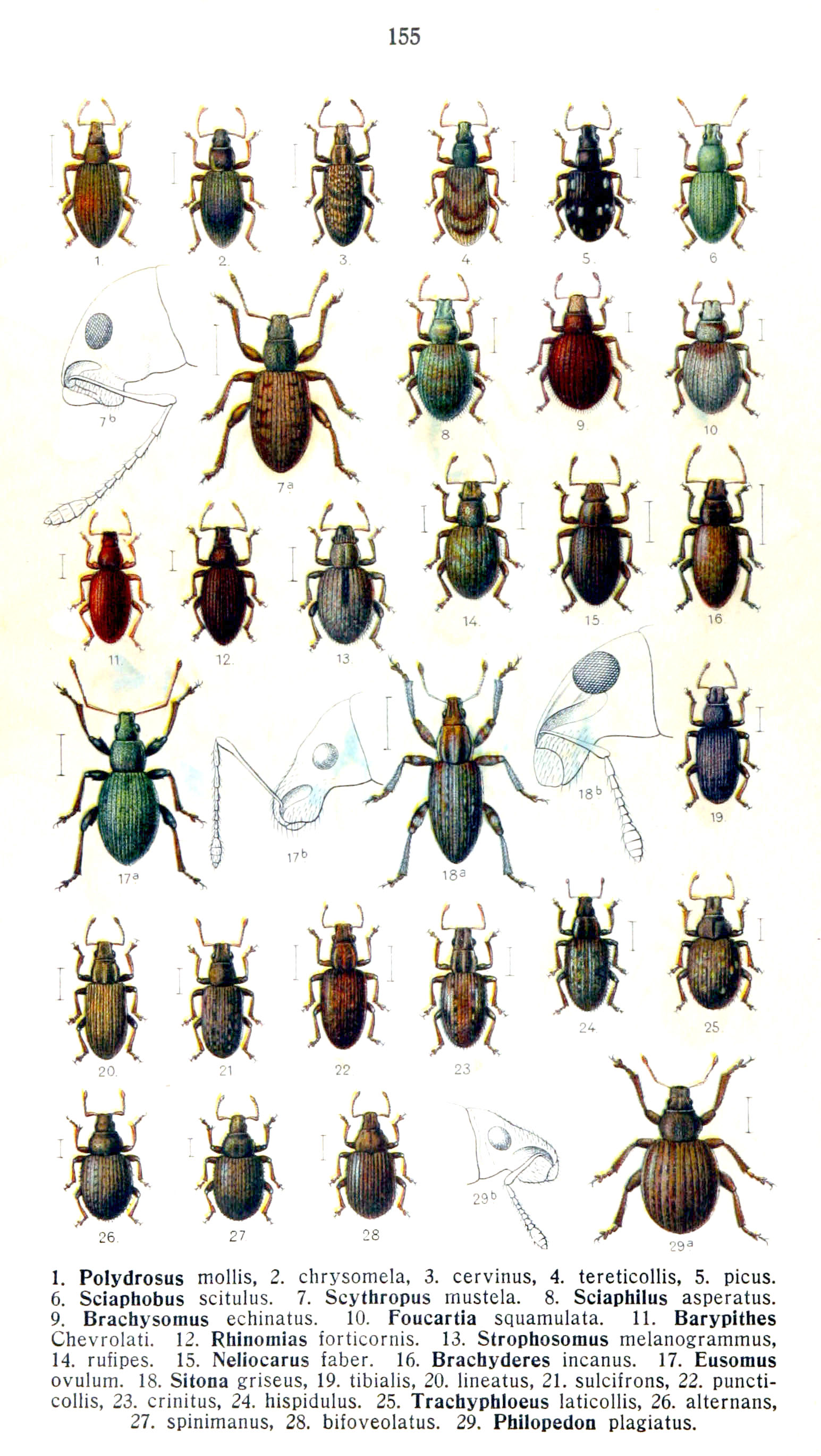